# Gory Shchukina
Gory Shchukina är ett berg i Antarktis. Det ligger i Östantarktis. Norge gör anspråk på området. Toppen på Gory Shchukina är 1 675 meter över havet.
Terrängen runt Gory Shchukina är huvudsakligen lite kuperad.  Trakten är obefolkad. Det finns inga samhällen i närheten.